# Der Standard
Der Standard är en österrikisk dagstidning, grundad år 1988 av journalisten och konstnären Oscar Bronner. Tidningen har en vänsterliberal inriktning.